# Amo Você – Melhores Momentos
Amo Você – Melhores Momentos é uma coletânea musical da série Amo Você, da gravadora MK Music, lançado em maio de 2016.
O disco é composto por faixas lançadas em discos anteriores da série, seja com gravações com novos vocais ou músicas que nunca estiveram na série, mas estão em discos de outros artistas. É o caso do single "Acontece", música de Cassiane e Jairinho, presente no álbum Somos Um (2014), lançado pela Onimusic. Conta também com a inédita "Vamos Juntos".
| Críticas profissionais | Críticas profissionais |
| Avaliações da crítica  | Avaliações da crítica  |
| Fonte                  | Avaliação              |
| ---------------------- | ---------------------- |
| Super Gospel           | [ 2 ]                  |

## Faixas
1. "Acontece" - Cassiane e Jairinho
2. "Soube que Me Amava" - Aline Barros
3. "Vamos Juntos" - Bruna Karla e Pr. Lucas
4. "Janela do Coração" - Wilian Nascimento e Gisele Nascimento
5. "Não é o Fim" - Anderson Freire
6. "Te Amaria Outra Vez" - Fernanda Brum
7. "Era Você" - Wilian Nascimento
8. "Raro Brilhante" - Marina de Oliveira
9. "Não Fuja de Mim" - Kleber Lucas
10. "Baby, Amo Você" - Voices
11. "Viva o Amor" - Léa Mendonça
12. "Para Sempre" - Gislaine & Mylena
13. "Como Eu Te Amo" - Jairo Bonfim
14. "É Original" - Rayssa e Ravel